# Franciszek Antczak
Franciszek Antczak (ur. 3 marca 1901 w Nacpolsku, zm. 1945) – polski rolnik, Sprawiedliwy wśród Narodów Świata.

## Życiorys
Był synem Rocha i Wiktorii z domu Bariga, miał żonę Stanisławę z domu Majewską. W trakcie II wojny światowej mieszkał w Boguszynie, leżącym wówczas w Landkreis Plöhnen (powiat płoński) w rejencji ciechanowskiej na obszarze Prus Wschodnich. Podczas okupacji wziął udział w ukryciu dwóch Żydów zbiegłych 3 listopada 1942 r. z getta w Czerwińsku: Mojżesza Kupermana i Joska Lewina. Gospodarz ukrywał ich przynajmniej przez kilka dni (najprawdopodobniej do 8 lub 11 listopada). Z obawy przed wykryciem kryjówki postanowił przenieść ich w bezpieczniejsze miejsce do domu swojej siostry, Zofii Szkop, w Kolonii Nacpolsk. Z końcem lutego 1944 r. doszło do wpadki i denuncjacji kryjówki, przez co aresztowano Zofię i jej rodzinę. Franciszek, który jako pierwszy ukrył Kupermana i Lewina, wpadł w ręce Niemców 27 marca 1944 r. Osadzono go w więzieniu karnym w Płocku (Strafgefängnis Schröttersburg), skąd 26 kwietnia 1944 r. przeniesiono go do KL Stutthof, gdzie dotarł 28 kwietnia 1944 r. (nr więźnia 34351). Przebywał tam do końca lipca 1944 r., po czym trafił do filii obozu znajdującej się w Policach pod Szczecinem (Außenlager Pölitz). Najprawdopodobniej zmarł w 1945 w tamtejszym obozie.
22 października 2003 r. otrzymał przyznany przez instytut Jad Waszem medal Sprawiedliwy wśród Narodów Świata.
W 2024 r. został upamiętniony w ramach projektu Instytutu Solidarności i Męstwa „Zawołani po imieniu”.